# Mycoxynus
Mycoxynus is een geslacht van eenoogkreeftjes uit de familie van de Anchimolgidae. De wetenschappelijke naam van het geslacht is voor het eerst geldig gepubliceerd in 1973 door Humes.

## Soorten
- Mycoxynus fungianus Humes, 1978
- Mycoxynus longicauda Humes, 1973
- Mycoxynus villosus Humes, 1979